# 异色云南鳅
异色云南鳅（学名：Yunnanilus discoloris）为輻鰭魚綱鲤形目條鳅科云南鳅属的鱼类。被IUCN列為極危保育類動物，在中国，分布于云南省呈贡县白龙潭等。该物种的模式产地在呈贡县白龙潭。

## 扩展阅读
維基物種上的相關：异色云南鳅